# SHIBUYA零丁目
『SHIBUYA零丁目』（シブヤぜろちょうめ）は、フジテレビオンデマンド (FOD) で2016年4月2日の8時00分に全4話一挙配信開始した、FODオリジナルの配信ドラマ。東京・渋谷を舞台に、混沌とした「いま」をたくましく生きる若者たちの姿をモキュメンタリー形式で描く。主演は、本作品がドラマ初主演となる池田エライザ。
フジテレビ（地上波）にて2016年4月24日（4月23日深夜）の2時20分から3時5分に再編集版が放送された。

## 概要
若者の文化やファッション、音楽など様々な才能が集まり、一見華やかさが際立つ顔と、通りを一歩外れれば、その称号とは正反対の世界が交差する、清濁併せ呑む渋谷という街を、魅力的かつ街の特異性を浮き彫りにし切り取ったドラマ。
明暗両方の顔を持つ渋谷を舞台に、破天荒な若者たちが時にはぶつかり、苦悩しながらそれぞれの立場で答えを模索する様子をドキュメンタリータッチで描く。
煌びやかさと闇の深さ、生と死、様々な対極の中から浮かび上がる新しい青春群像劇となっている。

## 登場人物
ハル
演 - 池田エライザ
レイ
演 - オカモトレイジ（OKAMOTO'S）
オギト
演 - 村上虹郎

## スタッフ
- 主題歌 - ミオヤマザキ「シブヤノウタ」
- 企画 - 橋爪駿輝
- 脚本 - 下田悠子
- 音楽 - 岩崎貞文
- プロデュース - 櫻井雄一
- 演出 - 伊野瀬優
- 制作協力 - ソケット
- 製作著作 - フジテレビジョン

## 配信日程
| 各話      | 配信開始日 | サブタイトル                  | 時間 | 備考     |
| --------- | ---------- | ----------------------------- | ---- | -------- |
| EPISODE-1 | 4月2日     | あたしが死ぬの、手伝ってよ    | 10分 | 無料配信 |
| EPISODE-2 | 4月2日     | 死んだらずっと、愛してくれる? | 9分  |          |
| EPISODE-3 | 4月2日     | 渋谷の中心で、愛を叫ぶ!?      | 6分  |          |
| EPISODE-4 | 4月2日     | 今すぐにここで、キスして。    | 12分 |          |